# Thomas Ittig

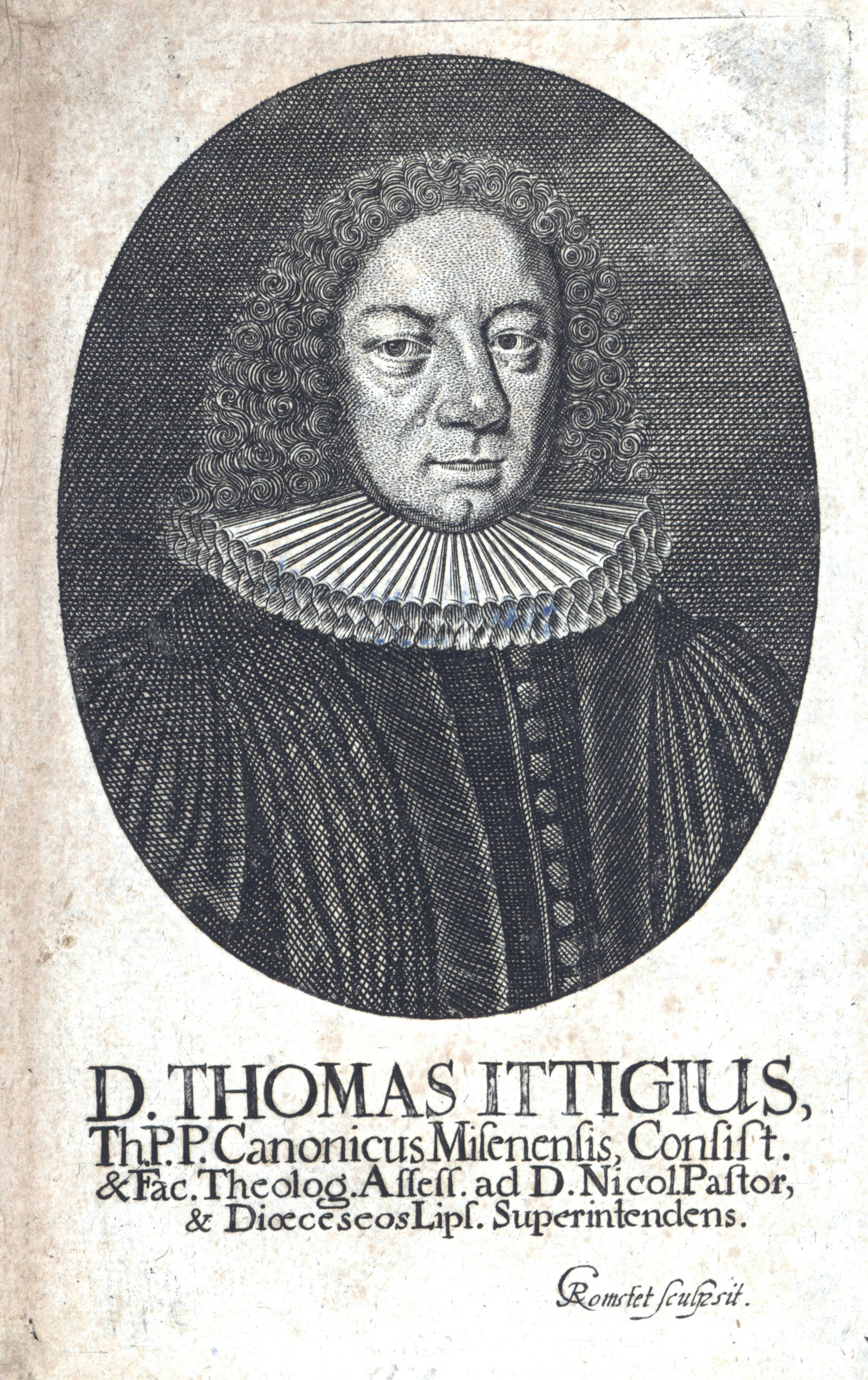
Thomas Ittig, Kupferstich von Christian Romstet

Thomas Ittig (Ittigius), (* 31. Oktober 1643 in Leipzig; † 7. April 1710 ebenda) war ein deutscher lutherischer Theologe.

## Leben
Der Sohn des Mediziners und Professors in Leipzig Johannes Ittig und dessen Frau Sabina Elisabeth, die Tochter des Theologen Thomas Weinrich, hatte die Leipziger Nikolaischule besucht. 1660 bezog er die Universität Leipzig, wurde Baccalaurus der Philosophie und setzte eine Zeit lang seine Studien an der Universität Rostock fort. Am 20. Januar 1663 wurde er in Leipzig Magister der Philosophie. Am 20. August des gleichen Jahres habilitierte er sich an der Hochschule seiner Heimatstadt.
1664 führte ihn eine Bildungsreise an die Universität Straßburg. Ab 1666 wirkte er für zwei Jahre als Hauslehrer in Dresden. 1670 wurde er Assessor der philosophischen Fakultät an der Leipziger Hochschule. Am 30. Dezember 1670 wurde er zum Prediger an die Johanneskirche berufen, wozu er am 30. Januar 1671 ordiniert und eingeführt wurde. Am 25. Mai 1674 ging er als Subdiakon an die Thomaskirche, wurde 1675 dort Diakon und Vesperprediger sowie 1685 Diakon und Freitagsprediger.
Am 28. Oktober 1697 wurde er außerordentlicher und am 3. März 1698 ordentlicher Professor der theologischen Fakultät an der Universität Leipzig. Am 22. November 1699 wurde er Pastor und Superintendent in Leipzig, wozu er am 9. November 1699 zum Doktor der Theologie promovierte. Er war auch Assessor des Leipziger Konsistoriums und Kanoniker in Meißen gewesen. Er war in den Jahren 1702 und 1706 auch Dekan der theologischen Fakultät.
Ittig hatte am 16. Mai 1685 Sophie Elisabeth († 19. Dezember 1686) geheiratet. Die Ehe blieb kinderlos.
Seine Frau war die Witwe des Amtmanns in Schleusingen Johann Sigmund Sulzberger. Sophie Elisabeth war die Tochter des kurfürstlich sächsischen Rats und Stadtsyndikus in Leipzig und Erbherr in Sietzsch, Greidenitz und Kyhna Anton Günter Bötschen.

## Wirken
Ittig war der seinerzeit sicherlich der profilierteste Gelehrte auf dem Gebiet der kirchengeschichtlichen Forschung. Seine Werke wurden weit über die Reichsgrenzen hinaus gelesen, geschätzt und zitiert. Darunter finden sich bibliographische Handbücher wie die Abhandlung De bibliothecis et catenis patrum (Leipzig 1707). Sein bei weitem wichtigstes Werk ist eine bedeutende häresiegeschichtliche Arbeit, De haeresiarchis aevi apostolici & apostolico proximi, seu primi & secundi a Christo nato seculi dissertatio (Leipzig 1690), ein Traktat. Zudem erlangte Ittig vor allem im Terministischen Streit Bedeutung. Er stand als Theologe der lutherischen Orthodoxie den pietistischen Bestrebungen offen gegenüber und geriet dabei mit Adam Rechenberg über die Frage: ob dem Menschen eine peremtorische Frist zur Bekehrung von Gott gesetzt sei, in eine theologische Auseinandersetzung. Dabei verteidigte er  die lutherische These, dass allen Sündern die Gnadenthür bis an den Tod offen stehe.

## Werke (Auswahl)
- Bibliotheca Patrum apostolicorum graeco-latina. 1699 (books.google.de).
- Operum supplementum. 1699 (books.google.de).
- De synodi carentorensis à Reformatis in gallia Ecclesiis A. 1631 celebratae dissertatis theologica-historica. 1705 (books.google.de).
- De Montium Incendiis. 1671 (books.google.de).
- De bibliothecis et catenis Patrum. 1707 (books.google.de).
- Historiae Ecclesiasticae … A Christo Nato Seculi Selecta Capita: Praemissa Est Ejusdem De Scriptoribus Histori Ecclesiastic ̨Recentioribus Dissertatio. 1709 Band 1, (books.google.de).